# Starovyživský rajón
Starovyživský rajón (ukrajinsky Старовижівський район) byl rajón ve Volyňské oblasti na Ukrajině. Hlavním městem byla Stara Vyživka a rajón měl přibližně 30 tisíc obyvatel. 

## Sídla v rajónu
- Stara Vyživka